# Ctenolophus heligmomeriformis
Ctenolophus heligmomeriformis är en spindelart som beskrevs av Embrik Strand 1907. Ctenolophus heligmomeriformis ingår i släktet Ctenolophus och familjen Idiopidae. Inga underarter finns listade i Catalogue of Life.